# Säärelaid
Säärelaid ist eine unbewohnte Insel, 140 Meter von der größten estnischen Insel Saaremaa entfernt. Die Insel liegt in der Landgemeinde Saaremaa im Kreis Saare. Sie liegt im Kahtla-Kübassaare hoiuala.
Säärelaid nasu ist 130 Meter lang und 30 Meter breit.